# قصة مجادلة الأسقف
كتاب قصة مجادلة الأسقف كتاب عربي كُتب على يد يهودي حوالي عام 900 ميلادي، يُعتبر من أقدم الكتابات اليهودية المناهضة للمسيحية التي ما زالت باقية. كان الكتاب الأصلي مكتوبًا بالعربية اليهودية (أي العربية المكتوبة بالأبجدية العبرية مع استخدام المصطلحات الدينية بلغتها العبرية الأصلية)، وتوجد له ترجمة عبرية بعنوان سفر الكاهن نسطور، والتي تسببت في خلط اقتباس افتتاحي من نسطور مع اسم مؤلف الكتاب، والذي لا يُعرف هويته على وجه التحديد. يعتمد الكتاب بشكل كبير ونقدي على نصوص العهد الجديد ومصادر الكنيسة.
الكلمة "كاهن" (כומר) تشير إلى كاهن مسيحي (وفي العبرية الحديثة، يُستخدم المصطلح لكل من الكهنة الكاثوليك أو الأرثوذكس وكذلك للوزراء البروتستانت)، وليس كاهنًا يهوديًا أو "كوهين". النص مكتوب على شكل قصة عن كاهن مسيحي (أُطلق عليه بالخطأ اسم نسطور في الترجمة العبرية) الذي اعتنق اليهودية وكتب مؤلفًا نقديًا عن العقيدة المسيحية الأساسية المتعلقة بطبيعة يسوع والثالوث المقدس. يستخدم النص التهجئة "يشو" (ישו) للإشارة إلى يسوع (النبي عيسى في الإسلام).
وقد نشر دانيال لاسكر، وسارة سترومسا طبعةً حديثةً للكتاب تحت عنوان الجدل حول نسطور الكاهن بمساعدة دار نشر معهد بن تسفي لدراسة المجتمعات اليهودية في الشرق عام 1996.

## طالع أيضًا
- كتاب حياة يسوع بالنسبة ليهودي [الإنجليزية]
- كتاب حروب السادة [الإنجليزية] ألفه يعقوب بن رأوبين في القرن 12 م
- كتاب النصر القديم [الإنجليزية] ألفه نيزاهون القديمة 13 م
- كتاب المسؤول جوزيف [الإنجليزية] ألفه ر. جوزيف ور. ناثان في القرن 13 م (حسب مخطوطة باريس)
- كتاب حجر التلامس ألفه ابن شبروت اليهودي [الإنجليزية]